# Cohors XXVI Voluntariorum civium Romanorum
La Cohors XXVI Voluntariorum civium Romanorum fue una unidad auxiliar del Ejército romano, del tipo Cohors quinquagenaria peditata, creada en el siglo II, durante el imperio de Marco Aurelio o comienzos del de Cómodo y destruida a principios del segundo tercio de ese siglo. Durante todo este tiempo estuvo asignada a la guarnición de la provincia romana de Germania Superior.

## Reclutamiento y operaciones militar bajo los Antoninos y los Severos
Esta cohorte fue reclutada por orden del emperador Marco Aurelio o de su hijo Cómodo, entre los años 175 y 185, de entre ciudadanos romanos de las provincias germanas, que es lo que indican los títulos de Voluntariorum civium Romanorum; su reclutamiento está relacionado con los movimientos de legiones y tropas auxiliares producidos por las guerras marcomanas, durante las cuales numerosas vexillationes procedentes de las provincias germanas habían sido desplazadas hacia el frente del Danubio e incluso hacia Oriente, durante la rebelión de Avidio Casio, por lo que el reclutamiento de una fiable unidad de ciudadanos romanos permitía al Imperio reforzar el limes Germanicus  sin acometer el elevado coste humano y material de reclutar una nueva legión.
La cohorte debió tener su base en Aquae  (Baden-Baden, Alemania), un castelllum auxiliar en el área de influencia de la base de legio VIII Augusta en Argentorate (Estrasburgo, Francia), como indican materiales de construcción sellados con su figlina, en la zona de retaguardia del dispositivo defensivo de los Campos Decumanos.
De su estancia en esta localidad, conocemos varias inscripciones erigidas por hombres que prestaron servicio en ella:

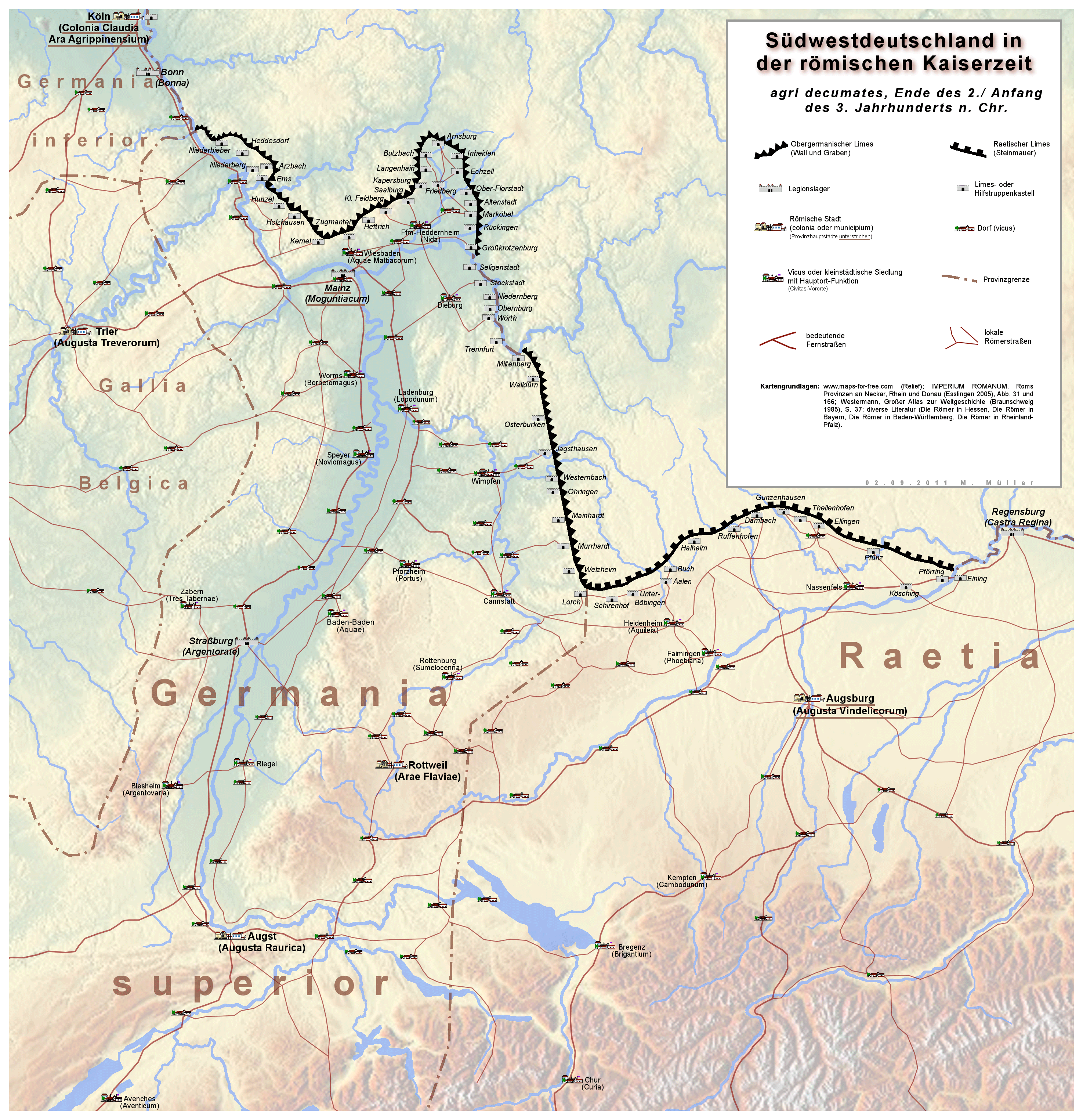
Mapa de los Agri Decumates, con la situación de la base de la unidad en Aquae.

- El centurión Cayo Sempronio Saturnino, quien dedicó un ara a la diosa Cibeles.[2]
- El soldado Lucio Reburrinio Cándido, natural de la Colonia Claudia Ara Agrippinensium (Colonia, Alemania).[3]
- El soldado Cayo Veturio Dextro, natural de Placentia (Plasencia, Italia).[4]

Desde Aquae, colaboró en el mantenimiento de la guarnición de la fortaleza de Vindonissa (Windisch, Suiza), como indica la figlina de la unidad en ladrillos de ese campamento.
En algún momento de su existencia, fue enviada al castellum Heddesdorf (Alemania), aguas abajo de castrum ad Confluentes (Coblenza, (Alemania), también dentro del dispositivo defensivo de los Campos Decumanos, donde aparecen materiales de construcción sellados con su figlina, y donde algunos de sus hombres erigieron inscripciones:
- El centurión Marco Alpino Clasiciano, quien dedicó un ara a la Fortuna Conservadora en honor de la casa imperial y de la propia Cohors XXVI Voluntariorum.[7]
- El cornicularius Cayo Julio Félix.[8]

Desde esta última base, la unidad envió destacamentos a las cercanas canteras de Kruft (Alemania), para explotar la toba calcárea con destino a las fortificaciones y obras públicas del limes.
La unidad fue mandada en un momento indeterminado de la segunda mitad del siglo II por  los tribunos Tito Estatilio Félix, natural de Roma y Lucio Valerio Firmo, originario de Verona en la Regio X de Italia.
También prestó servicio en la unidad en algún momento de la segunda mitad del siglo II el soldado Tito Flavio Severo, natural de Emona (Liubliana, Eslovenia), quien dedicó el epitafio de su hermano Tito Flavio Paterno, soldado de la décima cohorte de la Guardia pretoriana en Roma.